# Duino-Aurisina
Duino-Aurisina är en kommun i regionen Friuli-Venezia Giulia i Italien och tillhörde tidigare även provinsen Trieste som upphörde 2017. Kommunen hade 8 471 invånare (2018).